# Sarna
La ronya, sarna o escabiosi és una malaltia produïda per un àcar paràsit Sarcoptes scabiei. Aquest paràsit dels mamífers s'allotja sota la pell entre la derma i l'epidermis fent coves i cavernes, per la qual cosa el tractament de la infestació resulta complicat.
El microorganisme causal de la sarna humana és Sarcoptes scabiei var. hominis.
El metge àrab Abu-Marwan Ibn Zuhr va demostrar durant l'edat d'or de l'islam que la sarna és causada per l'àcar de la sarna i que es pot curar eliminant el paràsit sense necessitat de purgar, hemorràgia o altres tractaments requerits pels humors, trencant amb la teoria dels humors de Galè i Avicenna. El descobridor de l'etiologia parasitària de la sarna fou el metge italià Giovanni Cosimo Bonomo (1663-1696). Von Hebra, dermatòleg austríac, descrigué amb gran meticulositat l'any 1844 el cicle de vida de S. scabiei i el patró de distribució cutània de l'escabiosi.

## Contagi
La infestació inicial sol ser nocturna, ja que aquests àcars són nocturns. El contagi pot ser directe (de persona a persona) o més sovint, indirecta, a través dels llençols, de roba de vestir o altres fòmits. El període d'incubació és de 8 a 10 dies. És més freqüent en persones que viatgen sovint o en condicions precàries i en individus amb una discapacitat física o psicosocial que no reben cap atenció.

## Símptomes

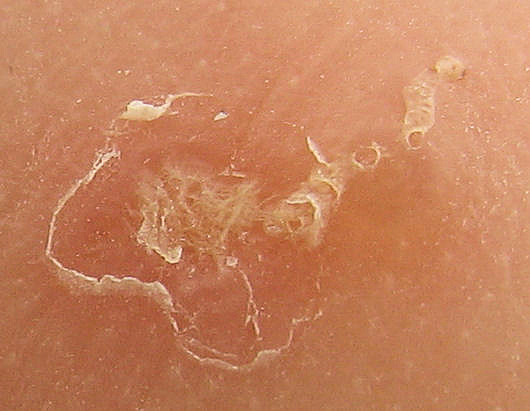
Lesió típica de la sarna.

El principal símptoma és la picor que sol ser més intensa durant la nit. La picor és la reacció al·lèrgica del cos enfront del paràsit, que causa petits grans, butllofes i petites úlceres amb crostes.
Les lesions més típiques són els solcs acarins, línies grisenques i sinuoses d'1 a 15 mm de llargària, que són el reflex exterior d'una galeria excavada a l'epidermis per la femella amb la finalitat de desovar, i les vesícules perlades, del gruix d'un cap d'agulla, produïdes per les secrecions del paràsit.
Les lesions predominen als canells, les cares laterals dels dits i de les mans, els colzes i les natges, des d'on s'estenen per tot el cos. Algunes localitzacions són electives: a l'home, es poden donar al gland i al prepuci; a la dona, a l'arèola mamària; i al lactant a la planta dels peus i al cuir cabellut. Una presentació atípica de l'escabiosi, no sempre fàcil de diagnosticar correctament, és l'unguial.
La sarna pot anar acompanyada d'infeccions secundàries a la pell d'etiologia bacteriana (piodermatitis), les quals poden originar abscessos, cel·lulitis o una limfangitis. L'impetigen afecta amb freqüència als que sofreixen sarna, ja que existeix una relació sinèrgica entre S. scabiei i Streptococcus pyogenes. L'àcar allibera proteïnes inhibidores del sistema del complement que impedeixen l'opsonització del bacteri, fet que li permet eludir el control del sistema immunitari i proliferar fàcilment. Eventualment, la sarna pot estar involucrada en la gènesi de patologies no cutànies com la febre reumàtica o la glomerulonefritis postestreptocòccica.

### Sarna crostosa

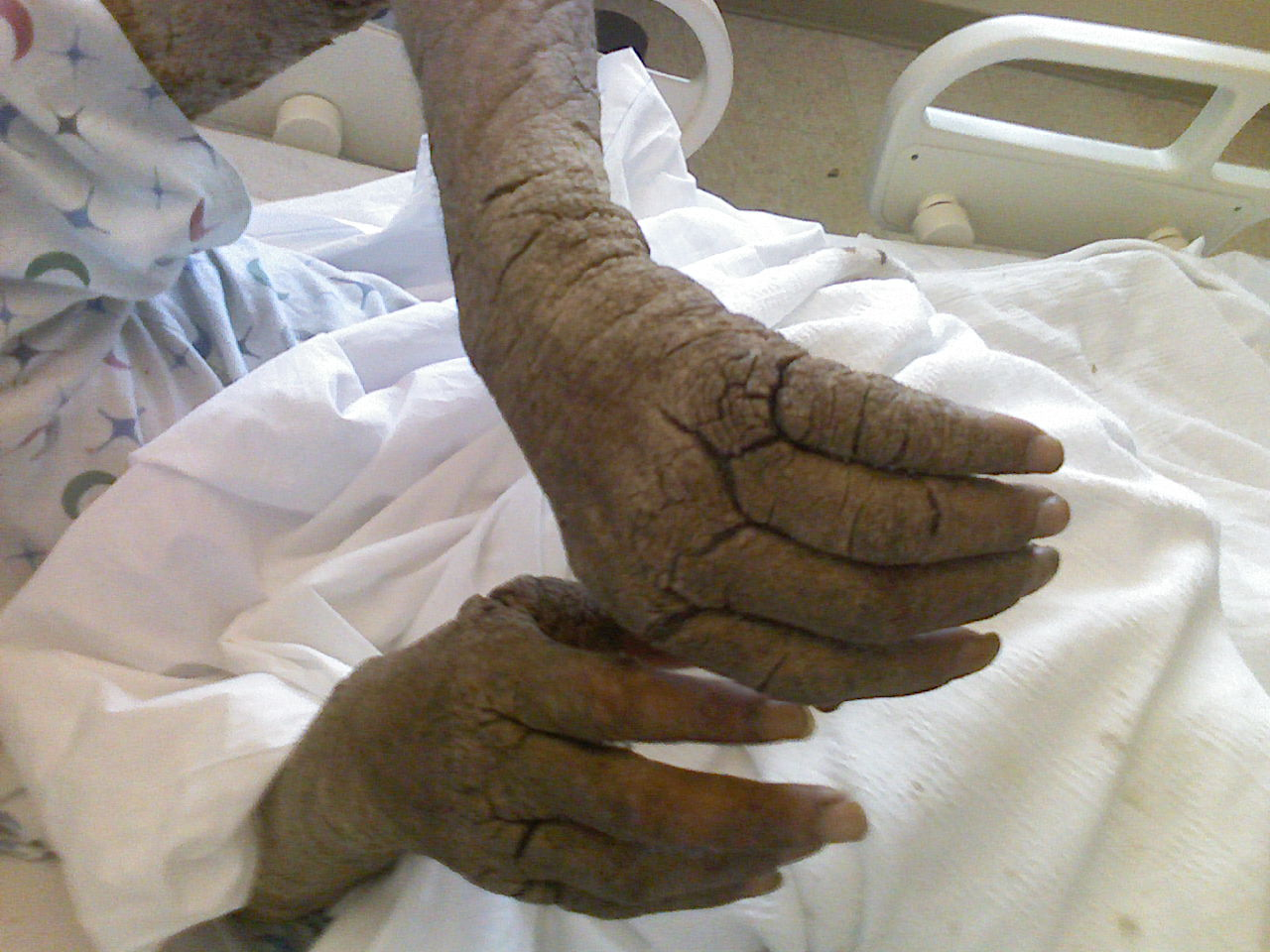
Sarna crostosa en una persona amb sida

Les persones amb un sistema immunològic deteriorat per l'envelliment, la sida, la presa de fàrmacs immunosupressors, el càncer o altres greus patologies de base, són susceptibles de tenir una sarna crostosa (també anomenada noruega o hiperqueratòsica). Aquesta forma de sarna, descrita per primera vegada a Noruega l'any 1848 en malalts de lepra, es contagia amb gran facilitat. En ella, els àcars proliferen de forma massiva produint plaques cutànies escatoses, d'entre 3 i 15 mm de gruix i amb un aspecte eritematós (psoriasiformes), sobretot a les zones acrals. Escasses vegades, les lesions només sorgeixen a la cara. A diferència de la sarna clàssica, la sarna crostosa té un inici insidiós i progressa lentament.

## Prevenció
Els programes estratègics de tractament amb permetrina tòpica o ivermectina oral a zones on la malaltia és endèmica, moltes d'elles insulars, han aconseguit una considerable reducció de la prevalença de la sarna en diverses poblacions.
El juny de 2019, l'Agència de Salut Pública de Catalunya publicà un Protocol de prevenció i control de l'escabiosi.

## Tractament
El tractament es basa en escabicides (permetrina, ivermectina). El tractament s'ha de fer a tota la família, i qualsevol altra persona que hagi tingut un contacte prolongat o recent amb la infectada. Per controlar la picor s'utilitzen antihistamínics i antiinflamatoris.
La roba de llit i les tovalloles utilitzades durant els anteriors tres dies s'han de rentar en aigua calenta i eixugar-se en una assecadora calenta. La roba o material que no es pugui rentar directament (per exemple: mantes, coixins, sabates i abrics) s’ha de posar en una bossa de plàstic ben tancada durant 7 dies com a mínim i després ventilar-la 24 hores abans d’utilitzar-la. Sofàs, mobles, seients del cotxe i matalassos: neteja amb aigua i sabó i posteriorment passar l’aspiradora a fons. Superfícies dures del mobiliari: neteja i desinfecció rutinària amb lleixiu o sistemes de neteja a vapor.

### Permetrina
La permetrina (Perme-cure, Sarcop) és el tractament més eficaç per a la sarna, i segueix sent el tractament d'elecció. S'aplica sobre tota la superfície del cos acabat de dutxar i ben sec, des del coll fins als peus (inclosos), amb especial cura als plecs cutanis. En infants fins als dos anys, ancians i immunodeprimits també s’aplica al cap, coll, cara i orelles. Els nadons i infants es poden posar guants i mitjons perquè no es xumin els dits. Segurament caldrà ajuda per l’aplicació i qui ho faci s'ha de posar guants per realitzar l’aplicació. Cal deixar actuar la crema durant 12 hores (mínim 8 hores), preferentment a la nit, per després rentar-se l'endemà al matí. Normalment, l'aplicació es torna a repetir al cap d’una setmana. La sarna crostosa pot requerir múltiples aplicacions o tractaments complementaris amb ivermectina oral (com se cita a continuació). La permetrina pot causar una lleugera irritació de la pell que sol ser tolerable.

### Ivermectina
La ivermectina (Soolantra, Ivercare, Ivergalen) oral és eficaç en l'erradicació de la sarna, sovint en una sola dosi. És el tractament d'elecció per a la sarna crostosa, i algunes vegades es prescriu en combinació amb un agent tòpic. No s'ha provat en infants i, així, no es recomana per a nens menors de sis anys.

### Altres
Altres tractaments inclouen lindà, benzoat de benzil, crotamitó, malatió, i preparats de sofre. Segons els resultats de diversos estudis, la moxidectina (un fàrmac antiparasitari d'ampli espectre utilitzat en Veterinària) podria ser una alternativa vàlida a la ivermectina oral.
Des de fa uns anys s'ha observat repetidament, tant en estudis in vivo i in vitro com en assajos clínics, l'existència d'àcars de l'espècie S. scabiei resistents als fàrmacs convencionals, fet que ha promogut la recerca de noves eines terapèutiques contra la sarna. Per exemple, investigadors australians han avaluat de forma positiva les propietats acaricides i antiinflamatòries de l'oli de Melaleuca alternifolia, el qual ha demostrat una major eficàcia davant S. scabiei que els preparats tòpics clàssics.

## Epidemiologia
La sarna és una de les tres malalties de la pell més comunes a l'edat infantil, juntament amb la dermatofitosi i la piodermatitis. A nivell mundial a partir de 2009, s'estima que cada any es produeixen uns 300 milions de casos de sarna. S'estima que aproximadament 1-10% de la població global por estar infestada amb sarna, però en certes poblacions, la taxa d'infestació pot ser tan alta com el 50-80%. Tot i que la sarna és present a tot el món, les taxes més altes d'infestació es produeixen en països amb climes càlids i tropicals, especialment en comunitats on coexisteixen l'amuntegament i la pobresa. Els grups més susceptibles són els infants i la gent gran, que són també més vulnerables a les complicacions secundàries de la infestació. L'OMS la inclou a la llista de malalties tropicals desateses.

## Imatges addicionals

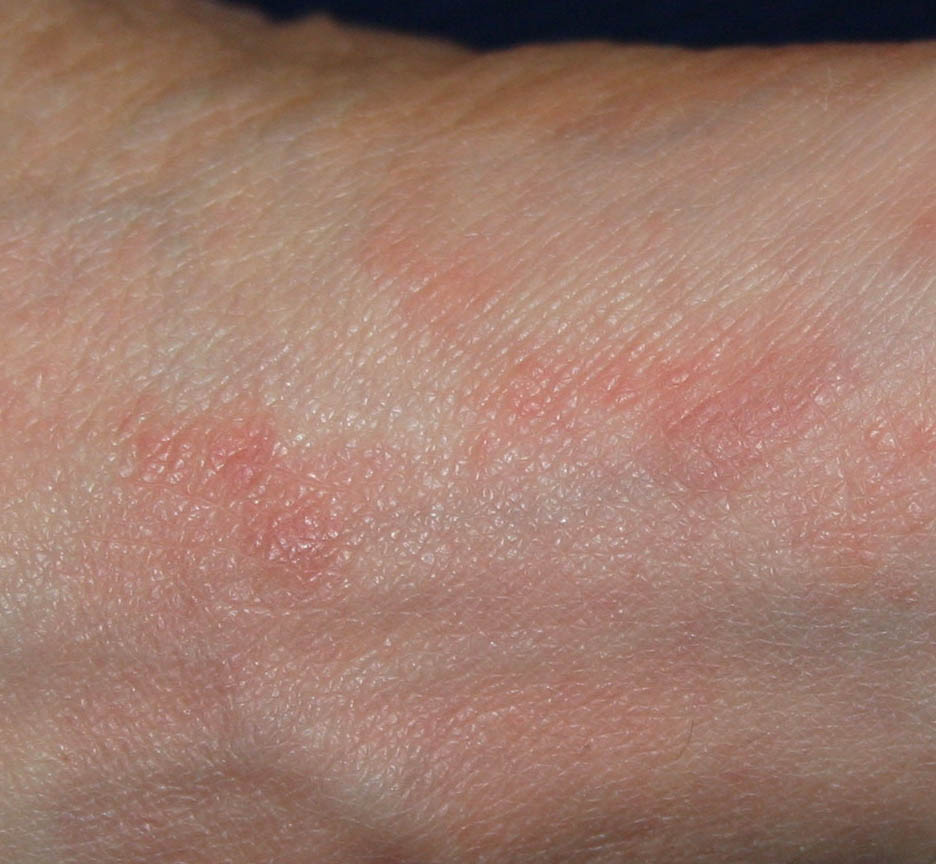
Sarna al peu.
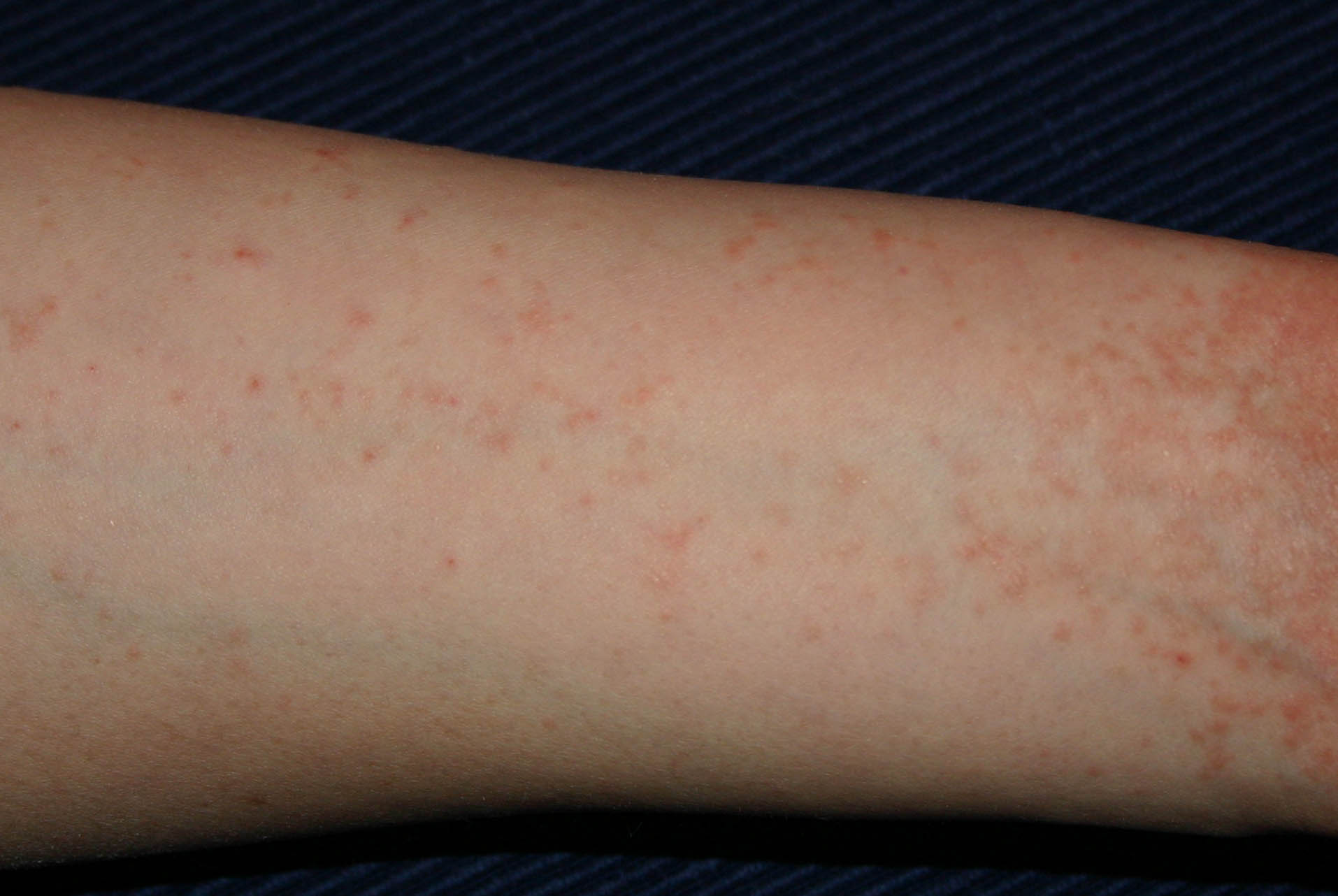
Sarna al braç.
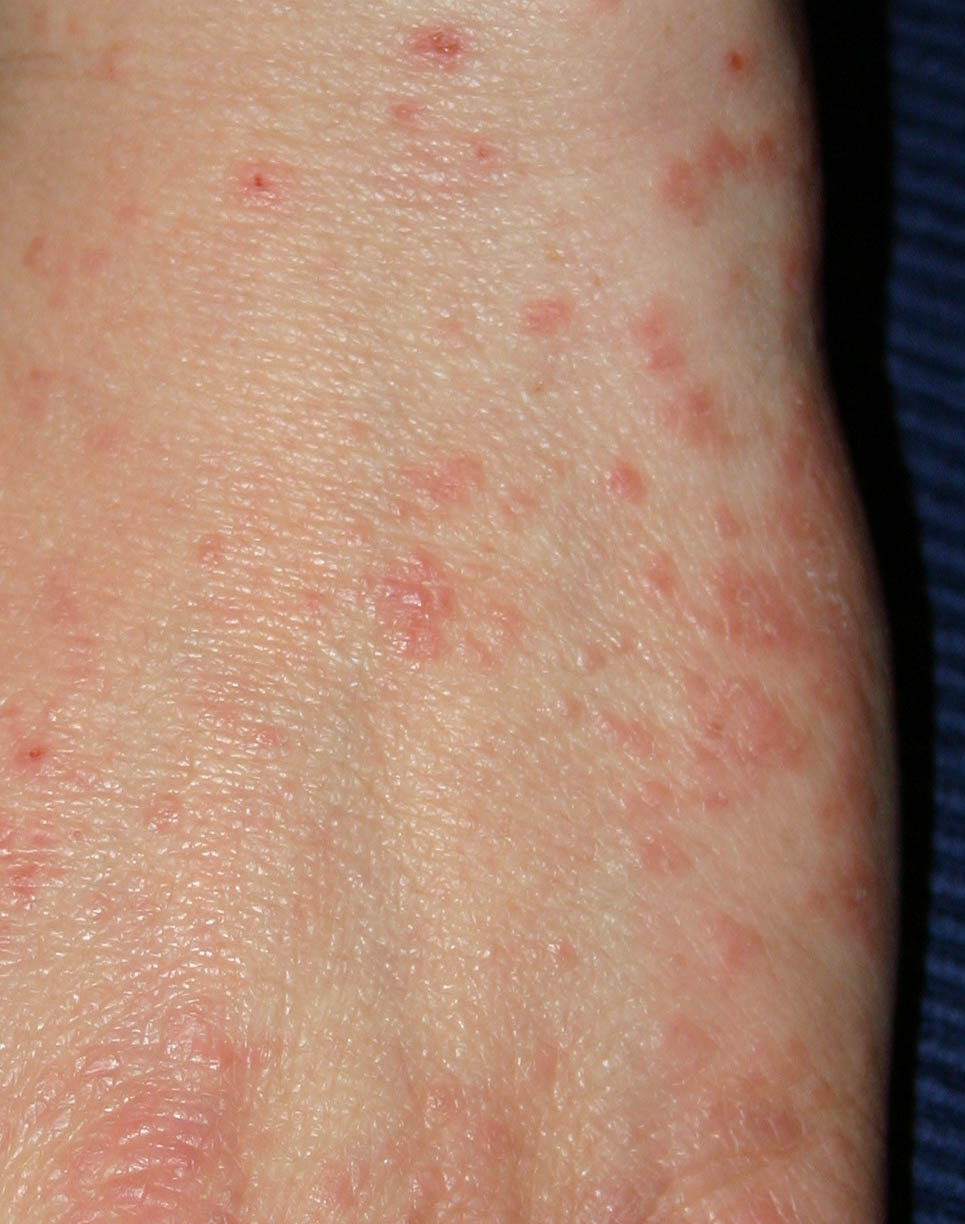
Sarna a la mà.
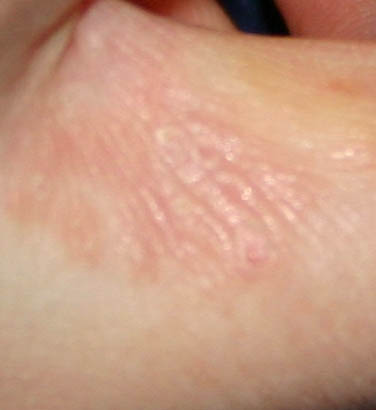
Sarna a un dit.

### Evolució del tractament

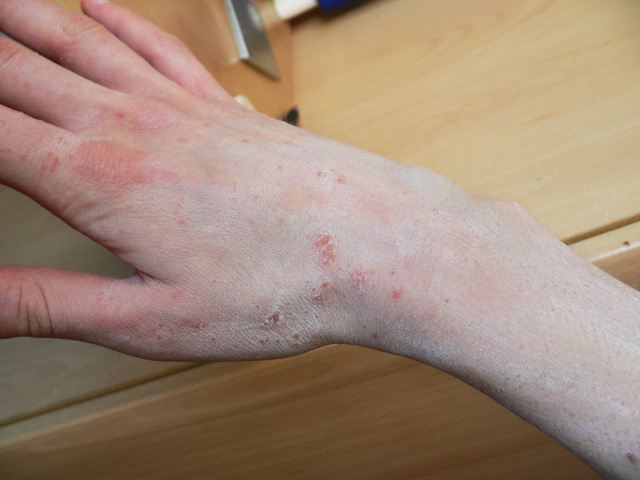
Símptomes al quart dia d'infestació.
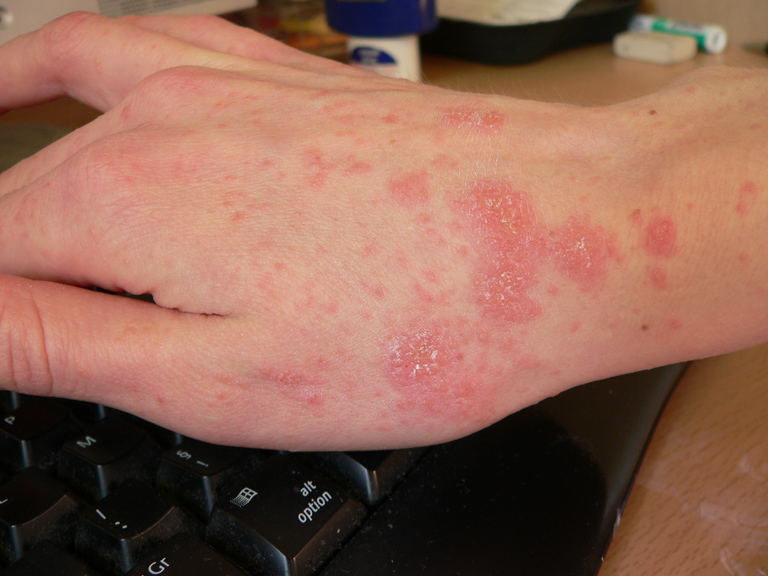
Vuitè dia (inici del tractament).
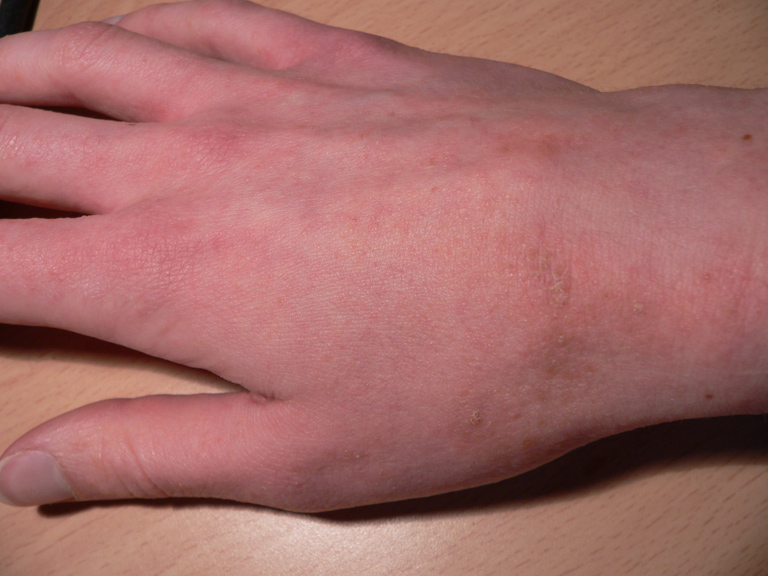
Dotzè dia (encara sota tractament).
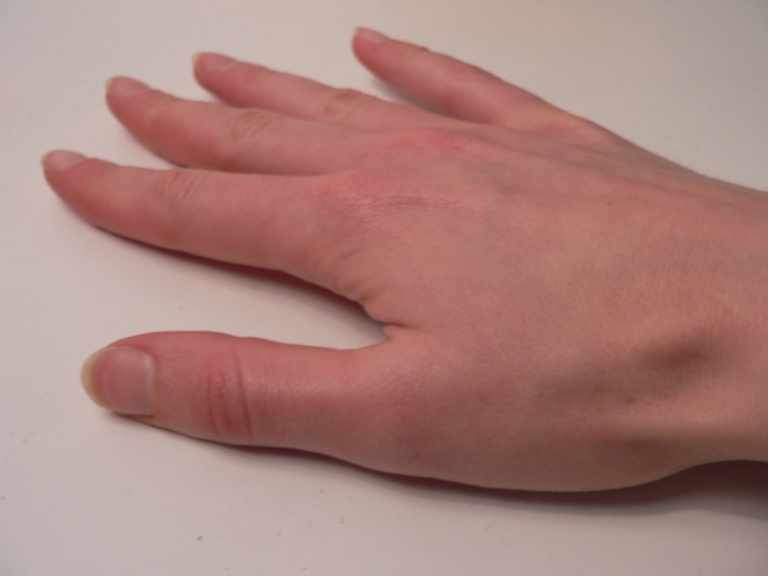
Curació.